# Красилов Валентин Абрамович
Красилов Валентин Абрамович (1 грудня 1937, Київ — 10 лютого 2015, Хайфа) — відомий макроеволюціоніст, біостратиграф та палеоботанік, випускник Харківського університету.

## Біографічні деталі
Валентин Красилов народився в Києві 1 грудня 1937 року.
1960 року закінчив Харківський університет, де вчився на геологічному факультеті, і далі понад 30 років працював на Далекому сході (Владивосток).
Зокрема, з 1961 до 1972 року працював у лабораторії палеонтології і стратиграфії Геологічного Інституту Далекосхідного відділення Сибірського філіалу АН. Надалі, з 1972 до 1990 року завідував Лабораторією палеоботаніки Біолого-ґрунтового інституту того ж Далекосхідного відділення.
1994 року переїхав до Москви і з того часу й до виїзду до Ізраїлю (2006), тобто 20 подальших років працював у Палеонтологічному інституті РАН, в якому протягом 12 років (1995—2006) завідував Лабораторією палеоботаніки.
Останні роки свого життя професор Красилов жив і працював у Хайфі, Ізраїль, де він проводив свої дослідження і читав лекції в Інституті еволюції.

## Наукові доробки
1965 року захистив кандидатську дисертацію за темою «Ранньокрейдяна флора Південного Примор'я та її значення для стратиграфії».
З 1973 р. — доктор геолого-мінералогічних наук, дисертація за темою «Палеоекологія рослин та екостратиграфічна кореляція континентальних товщ».
Автор багатьох відомих концепцій у галузі біостратиграфії, палеоекології та палеоботаніки.
Автор 390 публікацій, у тому числі 22 монографій. Найвідоміші з них:
- Красилов В. А. Палеоэкология наземных растений. Основные принципы и методы. — Владивосток, 1972.
- Красилов В. А. Эволюция и биостратиграфия. — М.: Наука, 1977. — 256 с.
- Красилов В. А. Нерешенные проблемы теории эволюции. — Владивосток: ДВНЦ АН СССР, 1986. — 138 с. [Архівовано 16 березня 2016 у Wayback Machine.]
- Красилов В. А. Происхождение и ранняя эволюция цветковых растений. — М.: Наука, 1989. — 264 с. [Архівовано 5 березня 2016 у Wayback Machine.]
- Красилов В. А. Метаэкология: закономерности эволюции природных и духовных систем. — Москва: Наука, 1997. — 208 с.
- Krasilov V. A. Terrestrial Palaeoecology and Global Change (2003, Pensoft: Sophia).
- Krasilov V. A., Rasnitsyn A. P. Plant-arthropod interactions in the early angiosperm history: evidence from the Cretaceous of Israel. — Pensoft Publishers, 2008. — 229 p. (посилання недійсне)
- Красилов В. А. Палеонтология и парадигмы современного естествознания [Архівовано 4 березня 2016 у Wayback Machine.]. «Экология и жизнь» №5, 2009.

Перелік найважливіших публікацій В. Красилова вміщено на сайті Інституту еволюції, де він працював в останні роки.

## Визнання
- Професор (1983).
- Дійсний член Російської академії природничих наук (1993).
- Почесний член Всеросійського палеонтологічного товариства.
- Нагороджений медаллю Міжнародного палеоботанічного товариства (1991)
- Нагороджений премією Ганса Раусинга [Архівовано 17 грудня 2014 у Wayback Machine.] (1997)[5].